# 臺灣關地界碑
臺灣關地界碑是一群位於臺灣高雄市所設立，作為前清打狗海關之地界標示所使用的界碑，被認為是清代臺灣海關的重要史物，至今高雄市發現存五座。

## 沿革
清領時期，隨著1852年《天津條約》和《北京條約》規定臺灣開放淡水及安平港為通商口岸，1863年10月，清頒訂「打狗港暫行章程」，開放打狗港作為安平港的外港，後於1864年5月5日由英國人威廉·麥克斯韋（William Maxwell）至打狗港開辦海關，該外交條約除了規範通商口岸開設相關事務外，也設置了如打狗領事館等駐台外交機構，也出現洋行、幫辦等設施，其中，稅務徵收和走私查緝任務則由臺灣關負責，同時，隨著此時建立的臺灣建築上更趨多元之外，建材上的運用更加依賴石質材料，更進而延伸至紀念碑與地界碑在土地上的運用。
1869年（清同治8年），海關官舍設置於哨船頭打鼓山麓（今高雄市鼓山區哨船頭里），也就是目前高雄關職員宿舍位址，由於稅務司主要由外國人掌控，並享有領事栽判治外法權。因此，部分海通商口岸關建築周圍設有地界碑，以防止閒雜人士等進入。即「臺灣關地界碑」。這些石質採用堅固的花崗岩為材質，並不易因外力影響而受損，因而具有公告、標示、禁止等地界功能。
戰後時期，臺灣仍存的海關地界碑非常稀少，地界碑的存在被視為清代海關制度、證高雄關變遷與高雄港發展歷史有相關之文物。符合《文化資產保存法》「古物分級登錄指定及廢止審查辦法」第2條第2項登錄基準，除了位於新北市淡水區的淡水稅關所屬地碑、以及位於屏東縣恆春鎮於1883年鵝鑾鼻燈塔竣工時所立之「臺灣關界碑」等具有相同功能之界碑外，當前高雄市已經發現了五座「界碑」。並隨近年執行的再造歷史現場興濱計畫，使地界碑在歷史場域重現納入規劃以呈現歷史風貌。然而高雄市過去仍有多少界碑，仍缺乏文字記載。

## 現存地界碑

### 第一、二、三碑
20世紀末期，臺灣關地界碑在高雄先前發現三座地界碑，第一座長期位於海關與英國領事館邊界，與「VR大英國地界1876」共同陳列，目前仍在打狗英國領事館內展示，原址設一座複製品。
第二座據高雄關稅局吳昭明言：於1996年海關人員在打狗英國領事館北側坡發現，該碑後移由臺北市的財政部關務署海關博物館典藏，於2012年列為重要古物。；第三座根據據哨船頭的福德宮主任委員盧穎聰、執事鄭鋒興等人表示，於1998年2月初，哨船頭福德宮進行巷道拓寬工程時所發現，當時該界碑只凸出地面1小塊，居民原以為是墓碑，而不敢挖掘，後來為使工程順利進行而發現。此碑原本由福德宮保存，後則移往高雄市歷史博物館保存。

### 第四碑
2018年1月20日，舊城文化協會史蹟探勘小組的成員，郭吉清、廖德宗、潘子如和洪偉庭，以及宋德威、陳佩琪和林財正等人於柴山自然公園進行探勘和調查，於一座日軍防空碉堡群附近的草叢，發現了一塊與周圍地貌不相符的石塊。經過深入挖掘和清理，則發現該石碑刻有「臺灣關地界」的字樣，被視為第四座臺灣關地界碑。該發現後於1月23日對外公布。
該石碑由花崗岩材料製成，已經斷成兩截，長107公分、寬26公分、厚9.5公分，後經史蹟探勘小組及探勘小組山訓戰技教官宋德威等人將界碑運下山，送交轄區鼓山警分局新濱派出所處理後，該地界碑則交由高雄市立歷史博物館保管典藏，並進行後續碑體清理、維護修復、研究展示等規劃。

### 第五碑
在第四碑公布發現後一天，即2018年1月24日，居住於哨船頭的居民謝天從主動告知舊城文化協會發現另一塊具有相似的地界碑，後高雄市歷史博物館前往會勘，發現該石碑上的刻字、形狀、材質、尺寸，與先前出土的界碑完全相同，並確認該物為第五塊「臺灣關地界碑」。
第五塊界碑極為完整，材質是花崗岩，並無裂痕與缺角，是目前保存狀況最良好者，經過測量則初步確認長107公分、寬26公分、厚9.5公分，與先前出土的四塊界碑規制完全相同。根據保存該石碑的謝天從表示，該石碑於民國75年（西元1986年）開臺福德宮前的安海街開闢工程時挖出，被棄置在謝家路邊，後該石碑則由謝家珍藏至今，該石碑隨後交由高雄市立歷史博物館保管典藏。
因此事件，高雄市立歷史博物館於2018年4月8日舉行「臺灣關地界碑」受贈記者會，並頒贈感謝狀致謝發現第四塊及第五塊地界碑的郭吉清、宋德威和謝天從等人。

## 另見
- 鵝鑾鼻燈塔 - 該設施保存四座具有同功能之「臺灣關界碑」。[25]

## 外部連結
- 台灣關地界碑-世界記憶 （页面存档备份，存于）